# تری بوچر
تری بوچر (به انگلیسی: Terry Butcher) زادهٔ ۲۸ دسامبر ۱۹۵۸ بازیکن فوتبال اهل انگلستان بود که سابقهٔ بازی در تیم ملی فوتبال انگلستان را در کارنامهٔ خود دارد. وی در تاریخ ۳۱ مه ۱۹۸۰ نخستین بازی ملی خود را در مقابل تیم ملی فوتبال استرالیا انجام داد و با حضور در ۷۷ بازی ملی، در تاریخ ۴ ژوئیه ۱۹۹۰ واپسین بازی ملی‌اش را در برابر تیم ملی فوتبال آلمان غربی برگزار کرد.
این بازیکن توانسته در بازی‌های ملی، ۳ گل به ثمر برساند.